# Sheila Hylton
Sheila Hylton (sinh năm 1956)  là một ca sĩ reggae người Anh, người đã dành phần lớn thời thơ ấu của mình ở Kingston, Jamaica. Bà được biết đến với các đĩa đơn " Breakfast in Bed " và " The Bed's Too Big Without You ".

## Sự nghiệp
Sinh ra ở London vào năm 1956, Hylton được gửi đến sống với ông bà ở Kingston khi mới 5 tuổi.
Tiếp xúc sớm nhất với âm nhạc của Hylton là thông qua bộ sưu tập kỷ lục của ông nội bà, một người hâm mộ nhạc jazz. Khi còn là một bà gái trẻ, bà đã lắng nghe và tiếp thu các tác phẩm của các nữ ca sĩ nhạc jazz vĩ đại nhất.  Kinh nghiệm đầu tiên của bà trong ngành công nghiệp âm nhạc đã là một thư ký tại Tổng Sounds ở Kingston, nhưng bắt đầu thu âm cho Harry J trong khi làm việc như một nữ tiếp viên hàng không cho Air Jamaica, đĩa đơn đầu tiên, "Do not Ask Hàng xóm của tôi", là một hit địa phương, và bà cũng đã phát hành một bản cover "Life In The Country" của Ebony.
Island Records đã ký hợp đồng với nhãn Mango của họ. Hylton đã có thành công quốc tế lớn đầu tiên của mình với bản cover "Bữa sáng trên giường" do Harry J sản xuất, đạt đến đỉnh điểm. 57 trên Bảng xếp hạng đĩa đơn của Anh năm 1979. Hylton sau đó đã thu âm một phiên bản "The Bed's Too Big Without You" của The Police, cũng được xếp hạng ở Anh (số 35 UK, 1981). Bà đã thành công trên bảng xếp hạng reggae năm 1983 với "Let's Dance", trước khi chuyển đến Hoa Kỳ vào năm sau.
Năm 1995, bà đã thu âm một bản cover " My World Is Empty Without You " sau khi trở về Jamaica và ký hợp đồng với Tập đoàn tài năng của Tommy Cowan.
Năm 2006, bà phát hành album đầu tiên, Steppin.